# Joss Williams
Joss Williams (* um 1960 in Taplow, Buckinghamshire, England; † um 2020) war ein Spezialeffektkünstler, der für Hugo Cabret den Oscar erhielt.

## Leben
Als 16-Jähriger ging er in die Niederlande, um beim Film Die Brücke von Arnheim als Assistent für Visuelle Effekte zu arbeiten. Ab dem Jahr 1984 folgten weitere Filme wie Indiana Jones und der Tempel des Todes, Aliens – Die Rückkehr, Indiana Jones und der letzte Kreuzzug und Alien 3. Bei seinen ersten Filmen war er Assistent, später Leiter des Spezialeffekt-Bereichs.
1999 wurde er für Sleepy Hollow zusammen mit Jim Mitchell, Kevin Yagher und Paddy Eason für den British Academy Film Award in der Kategorie Beste visuelle Effekte nominiert. Es folgten weitere Nominierungen für Charlie und die Schokoladenfabrik, Das Bourne Ultimatum und im Jahr 2011 Hugo Cabret. Für Hugo Cabret erhielt er zusammen mit Robert Legato, Ben Grossman und Alex Henning den Oscar in der Kategorie Beste visuelle Effekte.
Während der „In Memoriam“-Präsentation bei den 92. Academy Awards der Oscarverleihung 2020 am 9. Februar 2020 wurde Williams unter denjenigen aufgeführt, denen Tribut gezollt wurde, und sein Tod enthüllt.

## Filmografie
- 1984: Indiana Jones und der Tempel des Todes (Indiana Jones and the Temple of Doom)
- 1985: James Bond 007 – Im Angesicht des Todes (A View to a Kill)
- 1986: Aliens – Die Rückkehr (Aliens)
- 1987: James Bond 007 – Der Hauch des Todes (The Living Daylights)
- 1988: Willow
- 1989: Indiana Jones und der letzte Kreuzzug (Indiana Jones and the Last Crusade)
- 1990: Der alte Mann und das Meer (The Old Man and the Sea)
- 1992: Alien 3
- 1992: Das Jahr des Kometen (Year of the Comet)
- 1993: Im Namen des Vaters (In the Name of the Father)
- 1993: Der Sohn des rosaroten Panthers (Son of the Pink Panther)
- 1994: Black Beauty
- 1995: Judge Dredd
- 1996: Hamlet
- 1996: White Squall – Reißende Strömung (White Squall)
- 1997: Oscar und Lucinda
- 1997: Mortal Kombat 2 – Annihilation
- 1997: Der Schlächterbursche (The Butcher Boy)
- 1998: Mit Schirm, Charme und Melone (The Avengers)
- 1998: Hering auf der Hose (The Revengers' Comedies)
- 1999: Sleepy Hollow
- 1999: Plunkett & Macleane – Gegen Tod und Teufel (Plunkett & Macleane)
- 2001: Band of Brothers – Wir waren wie Brüder (Band of Brothers) (2 Folgen)
- 2002: Der Dieb von Monte Carlo (The Good Thief)
- 2002: Bad Company – Die Welt ist in guten Händen (Bad Company)
- 2004: Troja (Troy)
- 2005: München (Munich)
- 2005: Charlie und die Schokoladenfabrik (Charlie and the Chocolate Factory)
- 2005: A Sound of Thunder
- 2006: Miss Potter
- 2006: Flug 93 (United 93)
- 2007: Sweeney Todd – Der teuflische Barbier aus der Fleet Street (Sweeney Todd: The Demon Barber of Fleet Street)
- 2007: Elizabeth – Das goldene Königreich (Elizabeth: The Golden Age)
- 2007: Der Sternwanderer (Stardust)
- 2007: Das Bourne Ultimatum (The Bourne Ultimatum)
- 2008: Hellboy – Die goldene Armee (Hellboy II: The Golden Army)
- 2008: Bank Job (The Bank Job)
- 2008: John Rambo (Rambo)
- 2010: The Pacific (10 Folgen)
- 2010: Green Zone
- 2011: W.E.
- 2011: Hugo Cabret (Hugo)
- 2012: Dark Shadows